# Antitrygodes herbuloti
Antitrygodes herbuloti är en fjärilsart som beskrevs av Pierre E.L. Viette 1977. Antitrygodes herbuloti ingår i släktet Antitrygodes och familjen mätare. Inga underarter finns listade i Catalogue of Life.